# アルノル・ジャヌソン
アルノル・ジャヌソン（Arnold Jeannesson、1986年1月15日 - ）は、フランス、パリ出身の自転車競技（ロードレース）選手。

## 来歴
2008年
- ツール・ド・ラブニール 総合3位

2009年、ケス・デパーニュ（後のモビスター・チーム）に移籍。
- ジロ・デ・イタリア 総合57位

2011年、FDJ（後のFDJ・ビッグマット）に移籍。
- ツール・ド・フランス 総合15位[1]
- トロ・ブロ・レオン 3位

2012年
- ツアー・オブ・オマーン 総合5位
- パリ〜ニース 総合6位